# Кіпрський університет
Кіпрський університет (англ. University of Cyprus (UCY), грец. Πανεπιστήμιο Κύπρου, тур. Kıbrıs Universitesi) — найпрестижніший із шести університетів Республіки Кіпр. Університет розташований в столиці Республіки Кіпр Нікосії.
Університет був заснований у 1989 році. Перші студенти в кількості 486 осіб були прийняті в 1992 році. Зараз Кіпрський університет налічує понад 4000 студентів і понад 1200 аспірантів (2008). Навчання ведеться грецькою і турецькою мовами на шести факультетах:
- гуманітарних наук,
- прикладних наук,
- суспільних наук і освіти,
- економіки та менеджменту,
- інженерних наук,
- філології.

## Відомі випускники
- Догуш Дер'я — північнокіпрська політична діячка